# Ramularia tanaceti
Ramularia tanaceti är en svampart som beskrevs av Lind 1905. Ramularia tanaceti ingår i släktet Ramularia och familjen Mycosphaerellaceae.   Inga underarter finns listade i Catalogue of Life.